# Герб Чекалина
Герб города Чека́лин (до 1944 года — Лихвин) Суворовского района Тульской области Российской Федерации.
Герб утверждён решением Собрания представителей общественного самоуправления города Чекалина № 5 от 23 декабря 1998 года.
Герб внесён в Государственный геральдический регистр под регистрационным номером 405.

## Описание герба
«В червленом (красном) поле восстающий горностаевый лев с золотым языком и когтями, в правой передней лапе держащий золотой искривленный меч (саблю), а в левой серебряный щит „тарч“ с равноконечным черным крестом»— Положение о гербе

## Описание символики и история герба
Город известен под названием Ли́хвин с 1565 года. В 1944 году переименован в Чекалин — в честь казнённого здесь 6 ноября 1941 года 16-летнего партизана, Героя Советского Союза Александра Чекалина.
За основу городского герба Чекалина взят исторический герб уездного города Лихвина Калужского наместничества 1777 года.
Исторический герб Лихвина был Высочайше утверждён 10 (21) марта 1777 года императрицей Екатериной II вместе с другими гербами городов Калужского наместничества (ПСЗ, 1777, Закон № 14596)
Подлинное описание герба Лихвина гласило:

«Обычай былъ Татарскій давать зло знаменующія имена тѣмъ городамъ, которые сильно противу ихъ защищались и знатный имъ вредъ причинили, отъ чего и наименованіе сего града произошло; и такъ в червленомъ полѣ, знаменующемъ кровопролитіе, означается его гербъ, стоящій горностаевый левъ съ златымъ языкомъ и кохтями, обращенный на право, въ правой лапѣ онъ держитъ замахнутый златой мечъ, а въ лѣвой серебряный щитъ с чернымъ крестомъ, показующій благородство и храбрость тогдашних его жителей, и что защищеніе сіе имъ несчастно было.

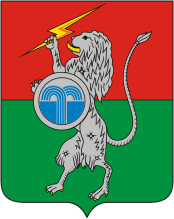
Герб Суворовского района

Герб Лихвина был составлен герольдмейстером князем М. М. Щербатовым, с 1771 по 1778 годы возглавлявший Геральдическую контору.
В 1859 году, в период геральдической реформы Кёне, был разработан проект нового герба уездного города Лихвина Калужской губернии (официально не утверждён):
В червлёном щите стоящий горностаевый лев с золотым языком и когтями с золотым же мечем в правой лапе и серебряным щитком с черным крестом в левой. В вольной части герб Калужской губернии. Щит увенчан серебряной стенчатой короной и окружён золотыми колосьями, соединёнными Александровской лентой».
В советский период исторический герб Лихвина не использовался.
23 декабря 1998 года решением Собрания представителей общественного самоуправления города Чекалина исторический герб Лихвина был утверждён в качестве официального символа города Чекалина.
29 октября 2004 года был утверждён герб муниципального образования «Суворовский район Тульской области», который был разработан «Союзом геральдистов России» на основе исторического герба Лихвина.